# برونو جيرمان
برونو جيرمان (28 أبريل 1960 بأورليان في فرنسا - ) (بالفرنسية: Bruno Germain)‏ هو لاعب كرة قدم فرنسي في مركز الوسط. شارك مع منتخب فرنسا لكرة القدم. أما مع النوادي، فقد لعب مع أولمبيك مارسيليا وباريس سان جيرمان وراسينغ كولومب ونادي أنجيه ونادي أورليانز ونادي تولون ونادي نانسي.

## وصلات خارجية
- برونو جيرمان على موقع قاعدة بيانات كرة القدم.إي يو (الإنجليزية)
- برونو جيرمان على موقع ليكيب (الفرنسية)
- برونو جيرمان على موقع ناشيونال فوتبول تيمز (الإنجليزية)
- برونو جيرمان على موقع عالم كرة القدم.نت (الإنجليزية)